# Hala Sportowo-Widowiskowa „Globus”
Hala Sportowo-Widowiskowa „Globus” im. Tomasza Wójtowicza – hala sportowo-widowiskowa w Lublinie, wybudowana w latach 1999–2006.

## Dane ogólne
- Powierzchnia użytkowa – 12 334 m²
- Powierzchnia płyty głównej – 1800 m²
- Kubatura obiektu – 78 450 m³
- Maksymalna wysokość obiektu – 23,8 m
- Maksymalna długość budynku – 87,5 m
- Maksymalna szerokość budynku – 67,5 m
- Maksymalna liczba miejsc siedzących – 5693: 3909 – trybuny górne, 488 – trybuny dolne, na płycie głównej – 1424
- Monitoring obiektu – 50 kamer
- Parking przy hali (płatny) – 228 miejsc postojowych: 223 dla samochodów (w tym 3 dla osób niepełnosprawnych) i 5 dla autokarów

## Historia
Plany budowy nowej, dużej hali sportowo-widowiskowej w Lublinie nabrały realnych kształtów w II połowie lat 90. XX wieku. Przyczyniły się do tego dobre występy w europejskich pucharach, a zwłaszcza Lidze Mistrzyń, piłkarek ręcznych Monteksu, bowiem obiekt w którym występowały - hala sportowa przy Alejach Zygmuntowskich 4 - regularnie okazywał się zbyt mały. Budowę nowej hali rozpoczęto w 1999 r., a ukończono latem 2006 r. Obiekt otwarto 15 października 2006. 21 października 2021 Rada Miasta Lublin nadała obiektowi imię Tomasza Wójtowicza, miejscowego siatkarza i jednej z największych legend tej dyscypliny sportu w Polsce.

## Link zewnętrzny
- Hala „Globus”